# Johan Fredrik Berwald
Johan Fredrik Berwald (Estocolm, 23 de juliol de 1788 - Estocolm, 26 d'agost de 1861) fou un violinista i compositor suec fill d'una nissaga de músics d'origen alemany.
Fou deixeble de Georg Joseph Vogler, conegut com l'abat Vogler. De prodigioses aptituds per al seu art, abans de complir els deu anys donà concerts a Rússia, Polònia, Àustria i Alemanya i adquireix gran renom arreu d'aquests països. El 1819 fou nomenat director de l'orquestra d'Estocolm, servant aquest càrrec fins a la seva mort.
Entre les seves obres més notables, mereixen especial atenció, tres poloneses per a piano i violí, una simfonia per a orquestra (1799), tres quartets per a instruments de corda (1808) i diverses cançons.